# Atlas linguistique de la Corse
L'Atles lingüístic de Còrsega (en francès, Atlas linguistique de la Corse (ALC)) és un projecte d'atles lingüístic de Còrsega dirigit per Jules Gilliéron. Està format per 799 mapes, que van ser publicats l'any 1914 en quatre fascicles, i cobreix 44 punts d'enquesta visitats entre l'any 1911 i 1912 Una part de les dades recaptades no es van publicar i s'han dipositat a la Biblioteca nacional de França. Completa l'Atles lingüístic de França.